# Stefan Gustafsson (konstnär)
Stefan Gustafsson, född 1950 i Grums, är en svensk målare.
Gustafsson växte upp i Örebro. Han inledde sina konststudier med veckokurser för Peter Frie på akvarellmuseet och med kvällskurser för Liselotte Ström och Karin Boij. Därefter genomgick han den Stora Konstkursen i före detta Örebro Konstskola 1999-2003 under ledning av Jesper Blåder samt deltagit i en veckokurs på Gerlesborgsskolan ledd av Arne Isacsson.
Han har medverkat i ett flertal samlingsutställningar bland annat på Galleri Tu Stockholm 2005, Konsthallen Åmål 2006, Kolmårdens Naturgalleri 2007, Edsviks konsthall 2009, Kolmårdens Naturgalleri 2007, Örebro läns museum 2008 och  Väsby konsthall 2008.
Hans konst består av akvareller med fåglar.
Nilsson är representerad i Karlskoga kommun och Kumla kommun.